# A Certain Shade of Green
«A Certain Shade of Green» es la séptima canción del segundo álbum, y el sencillo principal de estudio de la banda estadounidense de rock, Incubus, de su álbum S.C.I.E.N.C.E.

## Video musical
Un video musical fue creado para la canción, presentando a los miembros de la banda tocando la canción, pero no tuvo mucho éxito.

## Significado de la canción
La canción trata sobre la indecisión de alguien o algo, sobre algún tema en específico, de ahí la línea: "You gonna stand around 'till 2012 A.D.?" (Estarás esperando por ahí hasta 2012), considerando además que la canción es de 1997, lo que también es una referencia al supuesto fin del mundo pronosticado por los mayas el 21 de diciembre de 2012, pero que nunca sucedió.

## Estilo musical
La canción presenta estilos musicales variados, que van desde influencias del funk metal, el rap metal, metal alternativo y el heavy metal, y es además una de las canciones más agresivas de Incubus.